# Brudmarsch
Brudmarscher är en spelmanslåt som har använts och fortfarande används i samband med bröllop. Den spelas under tiden som  ett bröllopsfölje går ut ur eller från kyrkan. Ordet är belagt sedan 1882.

## Historia
Sedan gammalt tilläts inte spelmännen att  spela i kyrkan, detta eftersom instrumenten betraktades som "djävulens instrument". Brudmarscherna användes därför när bröllopsföljet tågade till kyrkan och från kyrkan till gården där bröllopsfesten hölls.

### Lokala variationer
Bröllopssederna, och bruket av brudmarscher uppvisar lokala variationer över landet.

## Olika underklasser
Man kan dela in brudmarscherna i två olika underklasser (några exempel):
- Folkliga brudmarscher och folkliga melodier
  - Äppelbo gånglåt
  - Leksands brudmarsch
  - Jämtlandssången

- Marscher ur den klassiska musiken
  - Brudmarsch ur En midsommarnattsdröm (Felix Mendelssohn)
  - Vid Frösö kyrka ur Frösöblomster (Wilhelm Peterson-Berger)
  - Brudkören ur Lohengrin (Richard Wagner)